# 512-й истребительный авиационный полк
512-й истребительный авиационный полк (512-й иап) — воинская часть Военно-воздушных сил (ВВС) Вооружённых Сил РККА, принимавшая участие в боевых действиях Великой Отечественной войны.

## Наименования полка
За весь период своего существования полк несколько раз менял своё наименование:
- 512-й истребительный авиационный полк
- 53-й гвардейский истребительный авиационный полк
- 53-й гвардейский Сталинградский истребительный авиационный полк
- 53-й гвардейский Сталинградский ордена Ленина истребительный авиационный полк
- 53-й гвардейский Сталинградский орденов Ленина и Александра Невского истребительный авиационный полк
- 53-й гвардейский Сталинградский орденов Ленина и Александра Невского авиационный полк истребителей-бомбардировщиков
- Полевая почта 06935

## Создание полка

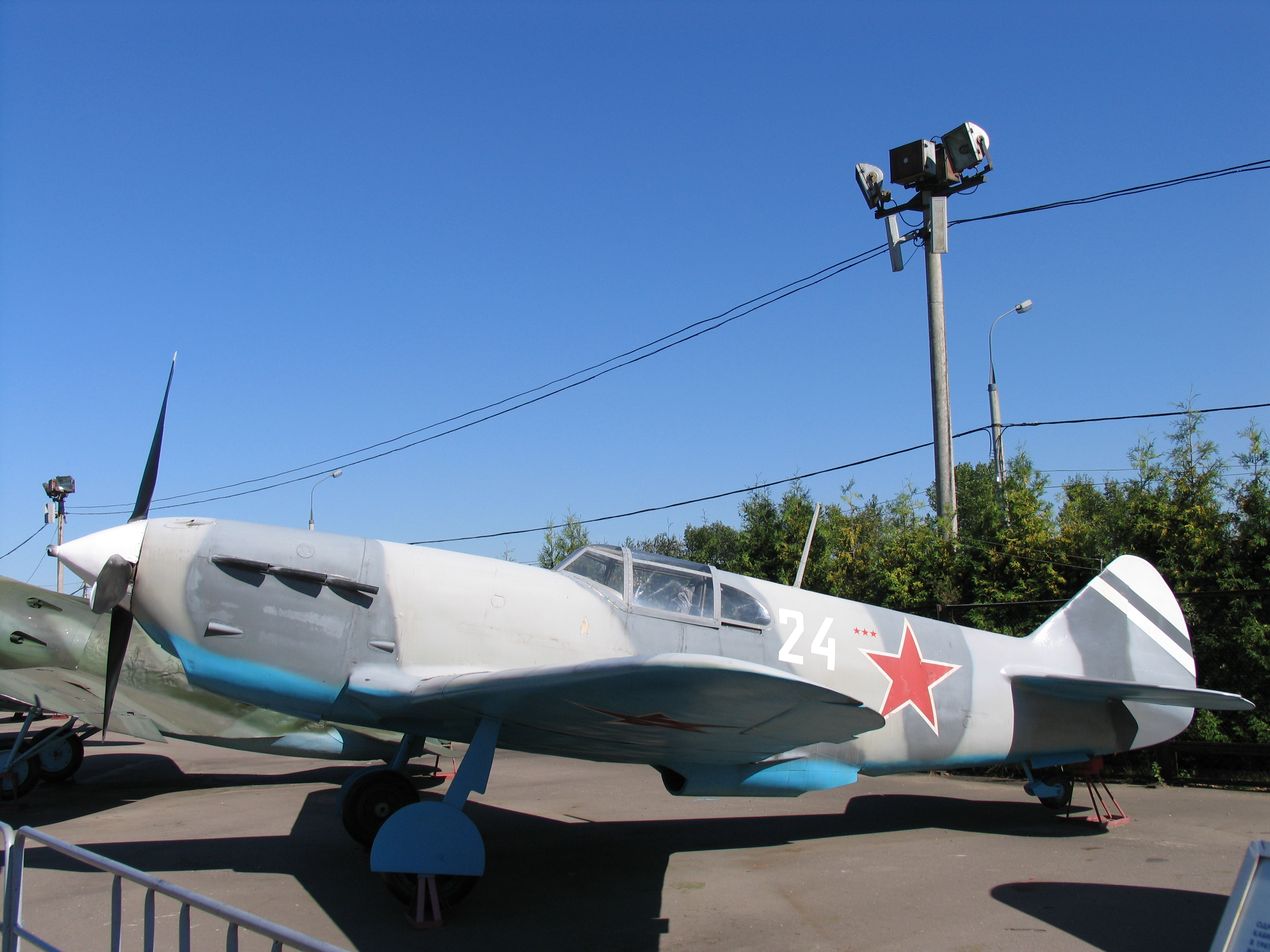
ЛаГГ-3

512-й истребительный авиационный полк создан в октябре 1941 года на самолётах ЛаГГ-3 в 11-м запасном истребительном авиационном полку Северо-Кавказского военного округа в г. Таганроге на основе Полтавской отдельной авиационной группы.

## Действия полка
Полк участвовал в Ростовской оборонительной, Барвенково-Лозовской и Харьковской операциях, Сталинградской битве.
В июле 1942 года перевооружен на истребители Як-1.
14 октября 1942 года вместе с 237-м истребительным полком прикрывает Ил-2 228-й штурмовой авиационной дивизии
Всего, в 1941—1942 годах полк сбил 88 вражеских самолётов, потеряв погибшими 20 лётчиков.

## Преобразование полка
512-й истребительный авиационный полк за образцовое выполнение боевых задач и проявленные при этом мужество и героизм на основании Приказа НКО СССР 3 февраля 1943 года переименован в 53-й гвардейский истребительный авиационный полк.

## В действующей армии
В составе действующей армии:
- с 7 июля 1941 года по 3 февраля 1943 года, итого — 576 дней,

## Командиры полка
- подполковник Герасимов Николай Семёнович[3], 01.10.1941 — 19.10.1942
- батальонный комиссар Мамыкин Иван Миронович[3], 19.10.1942 — 21.10.1942
- майор Бинов Лев Исаакович[3], 29.10.1942 — 18.01.1943
- капитан Моторный Иван Порфирьевич, 18.01.1943 — 03.02.1943

## В составе соединений и объединений
| Период        | Фронт (округ)                   | армия                | дивизия                                            | примечание                                                                                                   |
| ------------- | ------------------------------- | -------------------- | -------------------------------------------------- | --- |
| 01.10.1941 г. | Северо-Кавказский военный округ |                      | 11-й запасной истребительный авиационный полк      | г. Таганрог, ЛаГГ-3                                                                                          |
| 07.10.1941 г. | Юго-Западный фронт              | ВВС фронта           | 14-я смешанная авиационная дивизия                 | ЛаГГ-3 |
| 14.10.1941 г. | Юго-Западный фронт              | ВВС фронта           | 14-я смешанная авиационная дивизия                 | первая воздушная победа на ЛаГГ-3: ведущий капитан Мясков В. А. в районе Полтавы в воздушном бою сбил Ме-109 |
| 03.03.1942 г. | Юго-Западный фронт              | ВВС фронта           | Манёвренная авиагруппа                             | ЛаГГ-3 |
| 31.05.1942 г. | Юго-Западный фронт              |                      | ВВС 38-й армии                                     | ЛаГГ-3 |
| 19.06.1942 г. | Юго-Западный фронт              | 8-я воздушная армия  | 268-я истребительная авиационная дивизия           | ЛаГГ-3 |
| 12.07.1942 г. | Сталинградский фронт            | 8-я воздушная армия  | 268-я истребительная авиационная дивизия           | ЛаГГ-3 |
| 20.07.1942 г. | Сталинградский фронт            | 8-я воздушная армия  | 220-я истребительная авиационная дивизия           | ЛаГГ-3 |
| 25.07.1942 г. | Сталинградский фронт            | 8-я воздушная армия  | 220-я истребительная авиационная дивизия           | перевооружён на Як-1                                                                                         |
| 07.09.1942 г. | Сталинградский фронт            | 16-я воздушная армия | 220-я истребительная авиационная дивизия           | Як-1 |
| 30.09.1942 г. | Донской фронт                   | 16-я воздушная армия | 220-я истребительная авиационная дивизия           | Як-1 |
| 03.02.1943 г. | Донской фронт                   | 16-я воздушная армия | 1-я гвардейская истребительная авиационная дивизия | Полк преобразован в гвардейский, Як-1                                                                        |

## Участие в операциях и битвах
- Битва под Киевом (Киевская стратегическая оборонительная операция), с 7 июля по 26 сентября 1941 года
- Киевско-Прилуцкая оборонительная операция, с 20 августа по 26 сентября 1941 года
- Сумско-Харьковская оборонительная операция, с 1 октября 1941 года по 29 октября 1941 года
- Барвенковско-Лозовская операция, с 18 января по 31 января 1942 года
- Донбасская оборонительная операция, с 29 сентября — 4 ноября 1941 года
- Ростовская оборонительная операция, с 5 ноября 1941 года по 16 ноября 1941 года
- Калининская наступательная операция, с 5 декабря 1941 года по 7 января 1942 года
- Клинско-Солнечногорская наступательная операция, с 6 декабря 1941 года по 25 декабря 1941 года
- Елецкая наступательная операция, с 6 декабря 1941 года по 16 декабря 1941 года
- Тульская наступательная операция, с 6 декабря 1941 года по 16 декабря 1941 года
- Калужская наступательная операция, с 17 декабря 1941 года по 5 января 1942 года
- Наро-Фоминская оборонительная операция, с 24 декабря 1941 года по 8 января 1942 года
- Сталинградская битва с 17 июля 1942 года по 2 февраля 1943 года

## Отличившиеся воины полка
- Батяев Василий Сергеевич, командир эскадрильи 53-го гвардейского истребительного авиационного полка 1-й гвардейской истребительной авиационной дивизии 16-й воздушной армии 1-го Белорусского фронта, гвардии капитан, Указом Президиума Верховного Совета СССР от 15 мая 1946 года удостоен звания Герой Советского Союза. Золотая Звезда № 6204
- Дубенок Геннадий Сергеевич, командир эскадрильи 53-го гвардейского истребительного авиационного полка 1-й гвардейской истребительной авиационной дивизии 16-й Воздушной армии, капитан,Указом Президиума Верховного Совета СССР от 24 августа 1943 года удостоен звания Герой Советского Союза. Золотая Звезда № 1093
- Кобылецкий Иван Иванович, заместитель командира 53-го гвардейского истребительного авиационного полка 1-й гвардейской истребительной авиационной дивизии 16-й Воздушной армии, майор, Указом Президиума Верховного Совета СССР от 15 мая 1946 года удостоен звания Герой Советского Союза. Золотая Звезда № 2872
- Макаров Валентин Николаевич, командир эскадрильи 512-го истребительного авиационного полка 220-й истребительной авиационной дивизии 16-й воздушной армии Донского фронта, капитан, Указом Президиума Верховного Совета СССР от 28 января 1943 года удостоен звания Герой Советского Союза. Золотая Звезда № 696
- Моторный Иван Порфирьевич, командир 512-го истребительного авиационного полка 220-й истребительной авиадивизии 16-й воздушной армии Донского фронта, капитан, Указом Президиума Верховного Совета СССР от 28 января 1943 года удостоен звания Герой Советского Союза. Золотая Звезда № 695
- Ратников Пётр Петрович, командир эскадрильи 53-го гвардейского истребительного авиационного полка 1-й гвардейской истребительной авиационной дивизии 16-й Воздушной армии, старший лейтенант, Указом Президиума Верховного Совета СССР от 24 августа 1943 года удостоен звания Герой Советского Союза. Посмертно
- Семенюк Захар Владимирович, штурман 512-го истребительного авиационного полка 220-й истребительной авиационной дивизии 16-й воздушной армии Сталинградского фронта, капитан, Указом Президиума Верховного Совета СССР от 28 января 1943 года удостоен звания Герой Советского Союза. Золотая Звезда № 697

## Самолёты на вооружении
| Период      | Самолёты |
| ----------- | -------- |
| 1941 — 1942 | ЛаГГ-3   |
| 1942 — 1943 | Як-1     |